# Eupithecia gonypetes
Eupithecia gonypetes là một loài bướm đêm trong họ Geometridae.